# Gustav Berggren
Karl Gustav Vilhelm Berggren (ur. 7 września 1997) – szwedzki piłkarz, występujący na pozycji pomocnika, od 2025 w amerykańskim klubie New York Red Bulls.

## Kariera klubowa

### BK Häcken
W 2012 roku dołączył do akademii BK Häcken. W styczniu 2015 roku podpisał pierwszy profesjonalny kontrakt. Zadebiutował 25 lutego 2015 w meczu Pucharu Szwecji przeciwko Östers IF (2:0). W Allsvenskan zadebiutował 15 maja 2016 w meczu przeciwko Falkenbergs FF (1:4). W sezonie 2015/16 jego zespół zdobył Puchar Szwecji, pokonując w finale Malmö FF (2:2, k. 5:6). W październiku 2016 roku przedłużył swój kontrakt z klubem o cztery lata.

### Varbergs BoIS
W lipcu 2017 roku został wysłany na wypożyczenie do drużyny Varbergs BoIS. Zadebiutował 22 lipca 2017 w meczu Superettan przeciwko Gefle IF (2:0).

### BK Häcken
Po zakończeniu sezonu 2017 powrócił do zespołu z wypożyczenia. 12 lipca 2018 roku zadebiutował w kwalifikacjach do Ligi Europy UEFA w meczu przeciwko FK Liepāja (0:3). Pierwszą bramkę zdobył 7 lipca 2019 w meczu ligowym przeciwko IFK Norrköping (2:1).

### Raków Częstochowa
29 lipca 2022 roku podpisał kontrakt z klubem Raków Częstochowa. Zadebiutował 7 sierpnia 2022 w meczu Ekstraklasy przeciwko Górnikowi Zabrze (1:0).

### New York Red Bulls
23 lipca 2025 został zawodnikiem New York Red Bulls.

## Kariera reprezentacyjna

### Szwecja
W 2020 roku otrzymał powołanie do reprezentacji Szwecji. Zadebiutował 9 stycznia 2020 w meczu towarzyskim przeciwko reprezentacji Mołdawii (1:0).

## Statystyki

### Klubowe
(aktualne na dzień 12 września 2022)
| Klub                 | Sezon              | Liga               | Liga  | Liga   | Puchar kraju | Puchar kraju | Europa | Europa | Suma  | Suma   |
| Klub                 | Sezon              | Liga               | Mecze | Bramki | Mecze        | Bramki       | Mecze  | Bramki | Mecze | Bramki |
| -------------------- | ------------------ | ------------------ | ----- | ------ | ------------ | ------------ | ------ | ------ | ----- | ------ |
| BK Häcken            | 2015               | Allsvenskan        | 0     | 0      | 2            | 0            | –      | –      | 2     | 0      |
| BK Häcken            | 2016               | Allsvenskan        | 8     | 0      | 1            | 0            | 0      | 0      | 9     | 0      |
| BK Häcken            | 2017               | Allsvenskan        | 7     | 0      | 4            | 0            | –      | –      | 11    | 0      |
| BK Häcken            | Ogólnie            | Ogólnie            | 15    | 0      | 7            | 0            | 0      | 0      | 22    | 0      |
| Varbergs BoIS (wyp.) | 2017               | Superettan         | 15    | 0      | 0            | 0            | –      | –      | 15    | 0      |
| Varbergs BoIS (wyp.) | Ogólnie            | Ogólnie            | 15    | 0      | 0            | 0            | 0      | 0      | 15    | 0      |
| BK Häcken            | 2018               | Allsvenskan        | 17    | 0      | 2            | 0            | 4      | 0      | 23    | 0      |
| BK Häcken            | 2019               | Allsvenskan        | 25    | 2      | 1            | 0            | 2      | 0      | 28    | 2      |
| BK Häcken            | 2020               | Allsvenskan        | 28    | 3      | 2            | 0            | 0      | 0      | 30    | 3      |
| BK Häcken            | 2021               | Allsvenskan        | 27    | 1      | 7            | 0            | 2      | 0      | 36    | 1      |
| BK Häcken            | 2022               | Allsvenskan        | 14    | 2      | 2            | 4            | 0      | 0      | 16    | 6      |
| BK Häcken            | Ogólnie            | Ogólnie            | 111   | 8      | 14           | 4            | 8      | 0      | 133   | 12     |
| Raków Częstochowa    | 2022/23            | Ekstraklasa        | 3     | 0      | 0            | 0            | 1      | 0      | 4     | 0      |
| Raków Częstochowa    | Ogólnie            | Ogólnie            | 3     | 0      | 0            | 0            | 1      | 0      | 4     | 0      |
| Ogólnie w karierze   | Ogólnie w karierze | Ogólnie w karierze | 144   | 8      | 21           | 4            | 9      | 0      | 174   | 12     |

### Reprezentacyjne
| Reprezentacja | Rok     | Mecze | Bramki |
| ------------- | ------- | ----- | ------ |
| Szwecja       |         |       |        |
| 2020          | 1       | 0     |        |
| Ogólnie       | Ogólnie | 1     | 0      |

| Mecze i gole w reprezentacji | Mecze i gole w reprezentacji | Mecze i gole w reprezentacji | Mecze i gole w reprezentacji | Mecze i gole w reprezentacji | Mecze i gole w reprezentacji | Mecze i gole w reprezentacji | Mecze i gole w reprezentacji |
| Lp.                          | Data                         | Miejsce                      | Gospodarz                    | Gość                         | Wynik                        | Gol                          | Rozgrywki                    |
| ---------------------------- | ---------------------------- | ---------------------------- | ---------------------------- | ---------------------------- | ---------------------------- | ---------------------------- | ---------------------------- |
| 1.                           | 09.01.2020                   | Doha                         | Szwecja                      | Mołdawia                     | 1:0                          |                              | Mecz towarzyski              |

## Sukcesy

### BK Häcken
- Puchar Szwecji: 2015/2016

### Raków Częstochowa
- Mistrzostwo Polski: 2022/2023[19]
- Puchar Polskiː 2022/2023[20]